# エドウイン・ペルニア
エドウイン・アレクサンデル・ペルニア・マルティネス（Edwuin Alexander Pernía Martínez、1995年2月12日 - ）は、ベネズエラ・グアリコ州サン・フアン・デ・ロス・モロス出身のプロサッカー選手。エクアドル・セリエAのCSエメレクに所属している。ポジションはFW。

## 来歴
2015年にカラカスFCと契約。2017年シーズンから出場機会が増え、同年シーズンは22試合7得点を記録。翌2018年シーズンは19試合11得点を記録したところで、7月にプリメーラ・ディビシオン・デ・チレのデポルテス・イキケへのローン移籍が決定。1年間で22試合10得点を記録し、2019年7月9日にはCSエメレクへのローン移籍が決定した。